# بزرگ‌سال‌پنداری
بزرگسال پنداری یا بزرگسال انگاری به انگلیسی:adultomorphism تعبیر و تغسیر رفتار کودک از دیدگاه بزرگسالان؛ انتساب نابه جای ویژگی ها، صفات یا فرایند‌های بزرگسای به کودکان. .